# Byrgius (månekrater)
Byrgius er et nedslagskrater på Månen. Det befinder sig i den vestlige del af Månens forside og nær dens rand. Det er opkaldt efter den schweiziske matematiker og urmager Joost Bürgi (1552 – 1632).
Navnet blev officielt tildelt af den Internationale Astronomiske Union (IAU) i 1935. 
Observation af krateret rapporteredes første gang i 1647 af Johannes Hevelius.

## Omgivelser
Nordvest for Byrgiuskrateret ligger det næsten ødelagte Lamarckkrater. 

## Karakteristika
Randen af Byrgius er nedslidt og eroderet, med "Byrgius A"-krateret liggende over den østlige rand og "Byrgius D" over den nordvestlige. Kraterbunden er forholdsvis flad og udviser ingen bemærkelsesværdige småkratere. Krateret "Byrgius A" har sit eget strålesystem med en radius på over 400 km.

## Satellitkratere
De kratere, som kaldes satellitter, er små kratere beliggende i eller nær hovedkrateret. Deres dannelse er sædvanligvis sket uafhængigt af dette, men de får samme navn som hovedkrateret med tilføjelse af et stort bogstav. På kort over Månen er det en konvention at identificere dem ved at placere dette bogstav på den side af satellitkraterets midte, som ligger nærmest hovedkrateret. Byrgiuskrateret har følgende satellitkratere:
| Byrgius | Længde  | Bredde  | Diameter |
| ------- | ------- | ------- | -------- |
| A       | 24,5° S | 63,7° V | 19 km    |
| B       | 23,9° S | 60,8° V | 23 km    |
| D       | 24,1° S | 67,1° V | 27 km    |
| E       | 23,5° S | 66,2° V | 18 km    |
| H       | 23,7° S | 62,4° V | 27 km    |
| K       | 23,0° S | 61,8° V | 14 km    |
| N       | 22,3° S | 63,1° V | 20 km    |
| P       | 22,6° S | 64,1° V | 19 km    |
| R       | 26,5° S | 60,7° V | 7 km     |
| S       | 26,2° S | 61,4° V | 43 km    |
| T       | 25,1° S | 61,5° V | 5 km     |
| U       | 25,8° S | 67,2° V | 13 km    |
| V       | 26,0° S | 67,8° V | 9 km     |
| W       | 26,1° S | 68,5° V | 14 km    |
| X       | 25,7° S | 65,4° V | 6 km     |

## Måneatlas
- Billeder af Byrgiuskrateret i LPI-måneatlasset